# The Soundhouse Tapes
Soundhouse Tapes je první oficiálně vydaná nahrávka Iron Maiden. Obsahuje tři skladby, které byly později vydány na regulérních deskách. Tyto skladby byly převzaty z tzv. Spaceward demo pásky, na které je i čtvrtá skladba, Strange World, která byla později vydána na výběrovém albu Best Of The Beast. Zajímavostí je, že kytarista Dave Murray nahrál veškeré kytarové party, jelikož skupina nedokázala nalézt stejně schopného druhého kytaristu.
Album bylo vydáno v nákladu 5 000 kopií a dodnes se jedná o cennou sběratelskou raritu pro každého fanouška skupiny. Sedmipalcová vinylová EP deska byla distribuována pouze prostřednictvím poštovní objednávky a byla vyprodána během jednoho týdne.
Soundhouse Tapes sehrál důležitou úlohu v získání smlouvy s vydavatelstvím EMI.

## Seznam skladeb
1. "Iron Maiden" (Steve Harris) – 4:01
2. "Invasion" (Harris) – 3:07
3. "Prowler" (Harris) – 4:20

## Sestava
- Paul Di'Anno – zpěv
- Dave Murray – kytara
- Steve Harris – basová kytara, doprovodný zpěv
- Doug Sampson – bicí